# Lütschental
Lütschental är en ort och kommun i distriktet Interlaken-Oberhasli i kantonen Bern, Schweiz. Kommunen har 226 invånare (2023).